# Agnieszka Sypień
Agnieszka Sypień (ur. 24 stycznia 1972 w Rudnej) – polska karateka stylu Kyokushin posiadająca 5 Dan. Mistrzyni Polski, Europy i Świata. Zdobywczyni pucharów Polski, Rosji i Europy. Powołana do Polskiej Kadry Narodowej Kyokushin.

## Osiągnięcia i kariera
- Mistrzostwa Polski - Wrocław '98 I miejsce
- Mistrzostwa Europy - Kijów '99 III miejsce
- Puchar Polski – Koszalin '99 I miejsce
- Puchar Europy – Bergen '00 I miejsce
- Mistrzostwa Polski – Kielce '00 I miejsce
- Mistrzostwa Europy – Porto '00 I miejsce
- Mistrzostwa Ameryki Północnej – Chicago '00 I miejsce
- Mistrzostwa Polski Open – Wroclaw '00 I miejsce
- Mistrzostwa Europy – Katowice '00 III miejsce
- Puchar Europy – Ekaterinburg '01 I miejsce
- Mistrzostwa polski – Krosno '01 I miejsce
- Mistrzostwa Europy – Szentes '01 II miejsce
- Mistrzostwa Świata – Osaka '01 II miejsce (Japonia)
- Mistrzostwa Ameryk – Nowy Jork '01 III miejsce
- Mistrzostwa Europy – Warna '02 I miejsce
- Mistrzostwa Europy Open – Wrocław '02 I miejsce
- Mistrzostwa Świata – Nowy Jork '03 III miejsce
- Mistrzostwa Europy – Riesa – '04 I miejsce
- Mistrzostwa Polski Open – Kielce '04 I miejsce
- Mistrzostwa Świata – Tokio '05 II miejsce
- Mistrzostwa Polski – Katowice '06 I miejsce
- Mistrzostwa Europy – Barcelona '06 II miejsce
- Mistrzostwa Polski – Rzeszów '07 II miejsce
- Mistrzostwa Europy – Volos '07 I miejsce
- Mistrzostwa Europy Open – Riesa '07 II miejsce
- Mistrzostwa Świata - Tokio '08 III miejsce
- Mistrzostwa Europy – Vitoria '08 I miejsce
- Puchar Polski – Zielona Góra '08 I miejsce
- Mistrzostwa Europy Open – Warna '08 I miejsce
- Mistrzostwa Polski Seniorów – Sieradz '09 II miejsce
- Mistrzostwa Świata – Tokio '09 II miejsce
- Mistrzostwa Europy Open – Paryż '09 I miejsce
- Mistrzostwa Europy – Kijów '09 II miejsce
- Mistrzostwa Świata – Tokio '10 I miejsce
- Mistrzostwa Europy – Bukareszt '10 I miejsce
- Mistrzostwa Europy – Padwa '11 I miejsce
- Mistrzostwa Świata Open Kobiet – Tokio '11 w czołówce
- Mistrzostwa Świata – Tokio '12 I miejsce (w wadze +65 kg)
- Mistrzostwa Europy- Kijów' 13 II miejsce (w wadze +65 kg)

## Filmografia
- 2015 - 'Detektywi w akcji' (Agnieszka Zdral)

## Życie prywatne
Agnieszka Sypień jest żoną Sylwestra Sypienia. Maja dwóch synów Patryka, wielokrotnego Mistrz Polski, Europy Karate Kyokushin oraz Cezarego również zdobywającego medale w Karate Kyokushin. Razem z mężem od 20 lat prowadzi również działalność handlową we Wrocławiu.